# Soricinae
Sous-famille
Les Soricinae sont une sous-famille qui regroupe plusieurs genres de musaraignes appelées Musaraignes à dents rouges, à distinguer des Myosoricinae, les musaraignes à dents rouges africaines.
Elles sont présentes de l'Amérique du Nord au nord de l'Amérique du Sud, en Europe et dans le nord de l'Asie. L'émail de la pointe de leurs dents est rendu  rougeâtre par des pigments ferriques. Ces dépôts de fer renforcent l'émail et se concentrent dans les parties de leurs dents les plus soumises à l'usure.

## Liste des tribus et genres
- tribu Anourosoricini Anderson, 1879
  - genre Anourosorex Milne-Edwards, 1872
- tribu Blarinellini Reumer, 1998
  - genre Blarinella Thomas, 1911
- tribu Blarinini Kretzoi, 1965
  - genre Blarina Gray, 1838
  - genre Cryptotis Pomel, 1848
- tribu Nectogalini Anderson, 1879
  - genre Asoriculus
  - genre Chimarrogale Anderson, 1877
  - genre Chodsigoa Kastchenko, 1907
  - genre Episoriculus Ellermann et Morrison-Scott, 1966
  - genre Nectogale Milne-Edwards, 1870
  - genre Neomys Kaup, 1829
  - genre Nesiotites Bate, 1945
  - genre Soriculus Blyth, 1854
- tribu Notiosoricini Reumer, 1984
  - genre Megasorex Hibbard, 1950
  - genre Notiosorex Coues, 1877
- tribu Soricini G. Fischer, 1814
  - genre Sorex Linnaeus, 1758